# Украина на «Евровидении-2013»
Украина принимала участие в конкурсе песни Евровидение 2013 в Мальмё, Швеция. Согласно финалу национального отбора, страну представляла Злата Огневич с песней «Gravity», которая прошла в финал и заняла третье место.

## Национальный отбор

### Формат
Заявки принимались с 1 октября до 21 декабря 2012 года. К участию в отборе допускались исполнители, которые имели все имущественные права на песню (слова и музыку) и соответствовали условиям конкурса «Евровидение — 2013». В этом отборе было введено новое правило, согласно которому участники отбора не должны принимать участие в национальных отборочных конкурсах других вещателей-участников ЕВС. 21 декабря прошло прослушивание всех подавших заявки, жюри отобрало 20 финалистов.

### Финал
Финал национального отбора состоялся 23 декабря 2012 года, и в нём приняли участие 20 исполнителей.
| Номер | Исполнитель                    | Песня                          | Баллы | Место |
| ----- | ------------------------------ | ------------------------------ | ----- | ----- |
| 1     | Оксана Пекун и Максим Новицкий | «Зелений дубочок»              | 0     | 20    |
| 2     | Мария Яремчук                  | «Imagine»                      | 30    | 5     |
| 3     | Мариетта                       | «Wonder»                       | 14    | 15    |
| 4     | Дмитрий Яремчук                | «Мама»                         | 28    | 7     |
| 5     | Инеш                           | «Делаю шаг»                    | 18    | 13    |
| 6     | Злата Огневич                  | «Gravity»                      | 40    | 1     |
| 7     | Дуэт «Emotion»                 | «Saviour»                      | 25    | 10    |
| 8     | Ансамбль «Гвоздівчанка»        | «Налетіли гусенята»            | 22    | 12    |
| 9     | RealIvanna                     | «You Gave Me Everything»       | 27    | 8     |
| 10    | Татьяна Ширко                  | «Feeling Like A Sir»           | 32    | 4     |
| 11    | Группа «Тринити»               | «Белым по белому»              | 14    | 15    |
| 12    | Ана Стесия                     | «Dare to Change»               | 16    | 14    |
| 13    | Алина Гросу                    | «Let Go»                       | 29    | 6     |
| 14    | Даша Медовая                   | «Don’t Want To Be Alone»       | 37    | 2     |
| 15    | Лена Корнеева                  | «You’ll Be The Winner Forever» | 25    | 10    |
| 16    | Ангелия                        | «Love Is Life»                 | 12    | 18    |
| 17    | Эдуард Романюта                | «Get Real With My Heart»       | 33    | 3     |
| 18    | Матвей Вермиенко               | «Открывай меня»                | 10    | 19    |
| 19    | Группа «ДиО.фильмы»            | «Медляк»                       | 27    | 8     |
| 20    | Дима Скалозубов                | «Давно»                        | 14    | 15    |

## Выступление на конкурсе
Злата Огневич называлась в числе фаворитов в букмерских (William Hill, Ladbrokes и другие) прогнозах.
Злата Огневич выступала в первом полуфинале 14 мая под 7-м номером и прошла под 22-м номеров в финал 18 мая 2013 года. В финале конкурса заняла третье место с 214 очками (в том числе от 5 стран максимальное количество баллов — 12), уступив только представителям Дании и Азербайджана.
В начале номера Злату Огневич на сцену вынес на руках 2,4-метровый великан украинского происхождения Игорь Вовковинский, ныне живущий в США.

### Результаты
| 12 баллов                                                               | 10 баллов | 8 баллов                       | 7 баллов                              | 6 баллов  |
| ----------------------------------------------------------------------- | --------- | ------------------------------ | ------------------------------------- | --------- |
| - Белоруссия - Кипр - Италия - Литва - Молдавия - Черногория - Словения |           | - Бельгия - Дания - Нидерланды | - Хорватия - Россия                   | - Эстония |
| 5 баллов                                                                | 4 балла   | 3 балла                        | 2 балла                               | 1 балл    |
| - Сербия                                                                |           |                                | - Австрия - Ирландия - Великобритания | - Швеция  |

Ноль баллов — нет.
| 12 баллов                                                  | 10 баллов                                                                 | 8 баллов                               | 7 баллов           | 6 баллов                      |
| ---------------------------------------------------------- | ------------------------------------------------------------------------- | -------------------------------------- | ------------------ | ----------------------------- |
| - Армения - Азербайджан - Белоруссия - Хорватия - Молдавия | - Болгария - Кипр - Эстония - Израиль - Литва - Мальта - Сербия - Испания | - Бельгия - Грузия - Греция - Ирландия | - Венгрия - Латвия |                               |
| 5 баллов                                                   | 4 балла                                                                   | 3 балла                                | 2 балла            | 1 балл                        |
| - Италия - Великобритания - Нидерланды                     | - Румыния                                                                 | - Дания - Исландия                     |                    | - Австрия - Норвегия - Россия |

Ноль баллов —  Албания,  Македония,  Финляндия,  Франция,  Германия,  Черногория,  Сан-Марино,  Словения,  Швеция,  Швейцария.

### Голоса от Украины
| Голоса телезрителей Украины в полуфинале | Голоса телезрителей Украины в полуфинале |
| ---------------------------------------- | ---------------------------------------- |
| Оценка                                   | Страна                                   |
| 12                                       | Белоруссия                               |
| 10                                       | Молдавия                                 |
| 8                                        | Черногория                               |
| 7                                        | Россия                                   |
| 6                                        | Хорватия                                 |
| 5                                        | Литва                                    |
| 4                                        | Дания                                    |
| 3                                        | Ирландия                                 |
| 2                                        | Сербия                                   |
| 1                                        | Эстония                                  |

| Голоса телезрителей Украины в финале | Голоса телезрителей Украины в финале |
| ------------------------------------ | ------------------------------------ |
| Оценка                               | Страна                               |
| 12                                   | Белоруссия                           |
| 10                                   | Азербайджан                          |
| 8                                    | Молдавия                             |
| 7                                    | Норвегия                             |
| 6                                    | Армения                              |
| 5                                    | Дания                                |
| 4                                    | Россия                               |
| 3                                    | Италия                               |
| 2                                    | Мальта                               |
| 1                                    | Литва                                |